# Ройстоунея
Ройстоунея (лат. Roystonea), или Королевская пальма (англ. Royal Palm) — род растений семейства Пальмовые (Arecaceae). Образует монотипную трибу Roystoneeae в составе подсемейства Арековые (Arecoideae).
Название дано в честь американского инженера Роя Стоуна (1836—1905).

## Ботаническое описание
Характеризуется одиночным стволом серого цвета высотой 10—30 м и перистыми листьями длиной 3—7 м. Ствол может быть расширен в середине или у основания. Плод имеет размер 1—2 см. Происходит из Карибского бассейна.

## Виды
- Roystonea altissima (Mill.) H.E.Moore
- Roystonea borinquena O.F.Cook
- Roystonea dunlapiana P.H.Allen
- Roystonea lenis León
- Roystonea maisiana (L.H.Bailey) Zona
- Roystonea oleracea (Jacq.) O.F.Cook — Ройстоунея карибская
- Roystonea princeps (Becc.) Burret
- Roystonea regia (Kunth) O.F.Cook — Ройстоунея кубинская
- Roystonea stellata León
- Roystonea violacea León

## Применение
Широко используется в Карибском бассейне и городах южной Флориды как декоративное дерево.

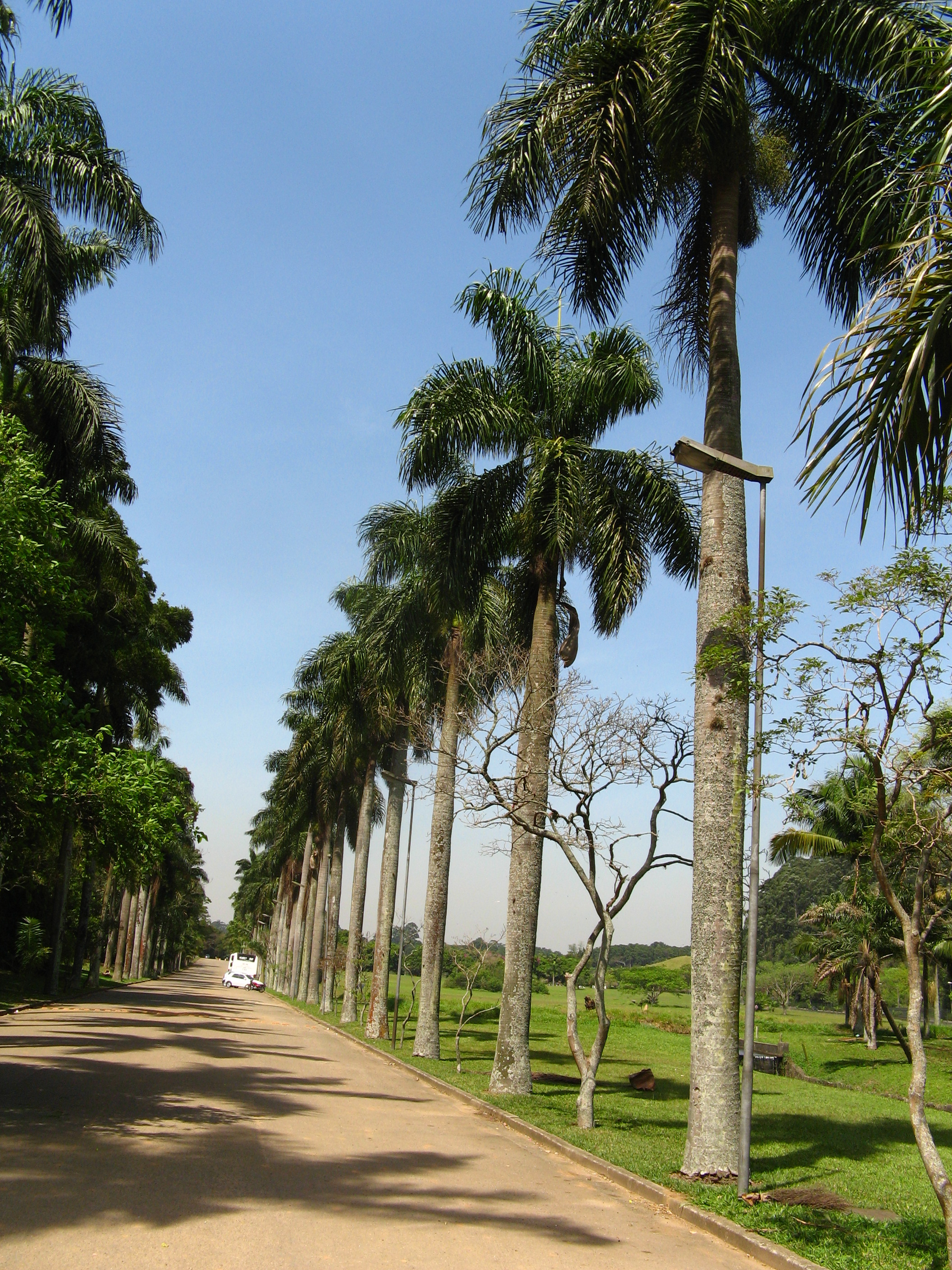
Roystonea borinquena, Сан-Паулу
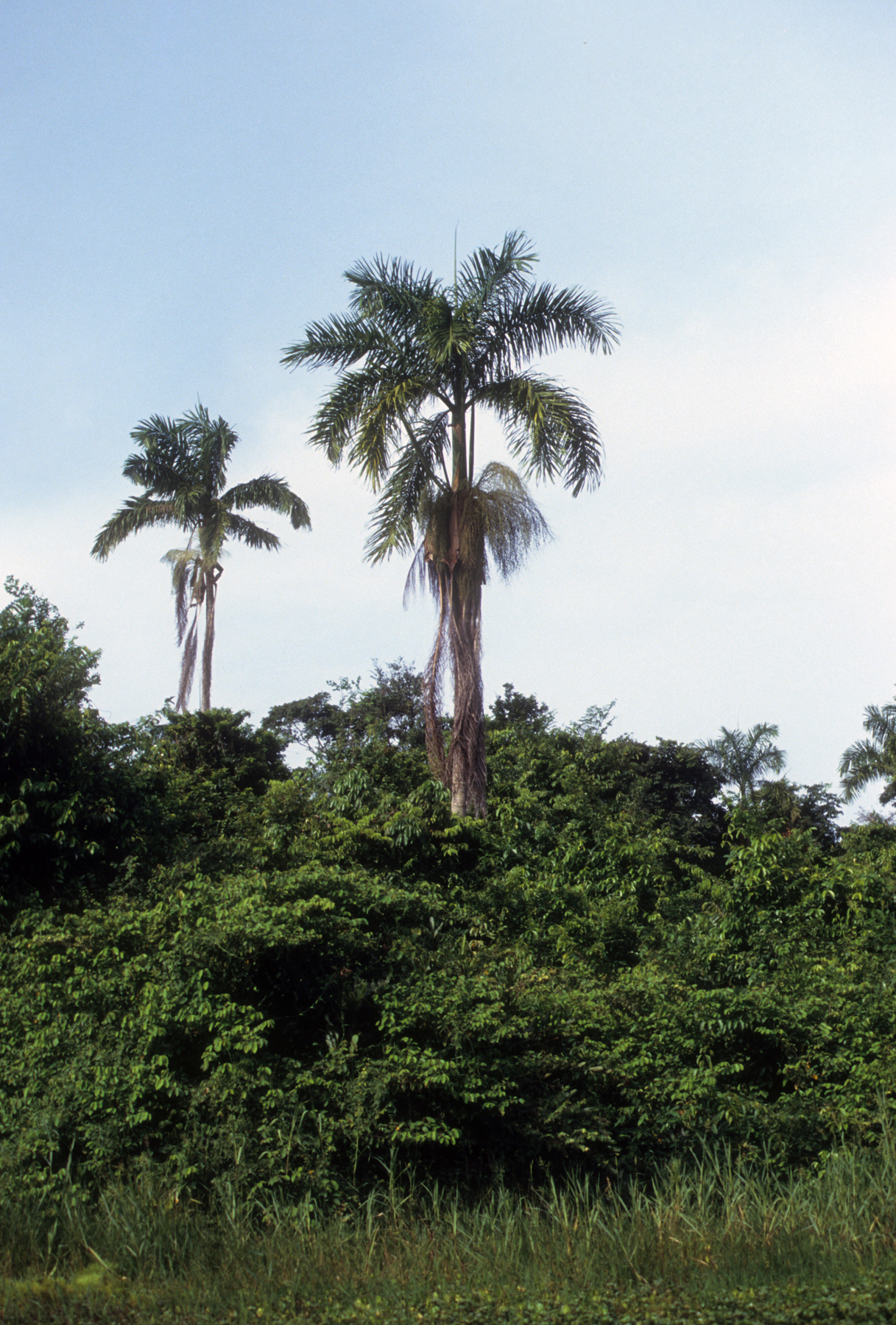
Roystonea dunlapiana, Гондурас
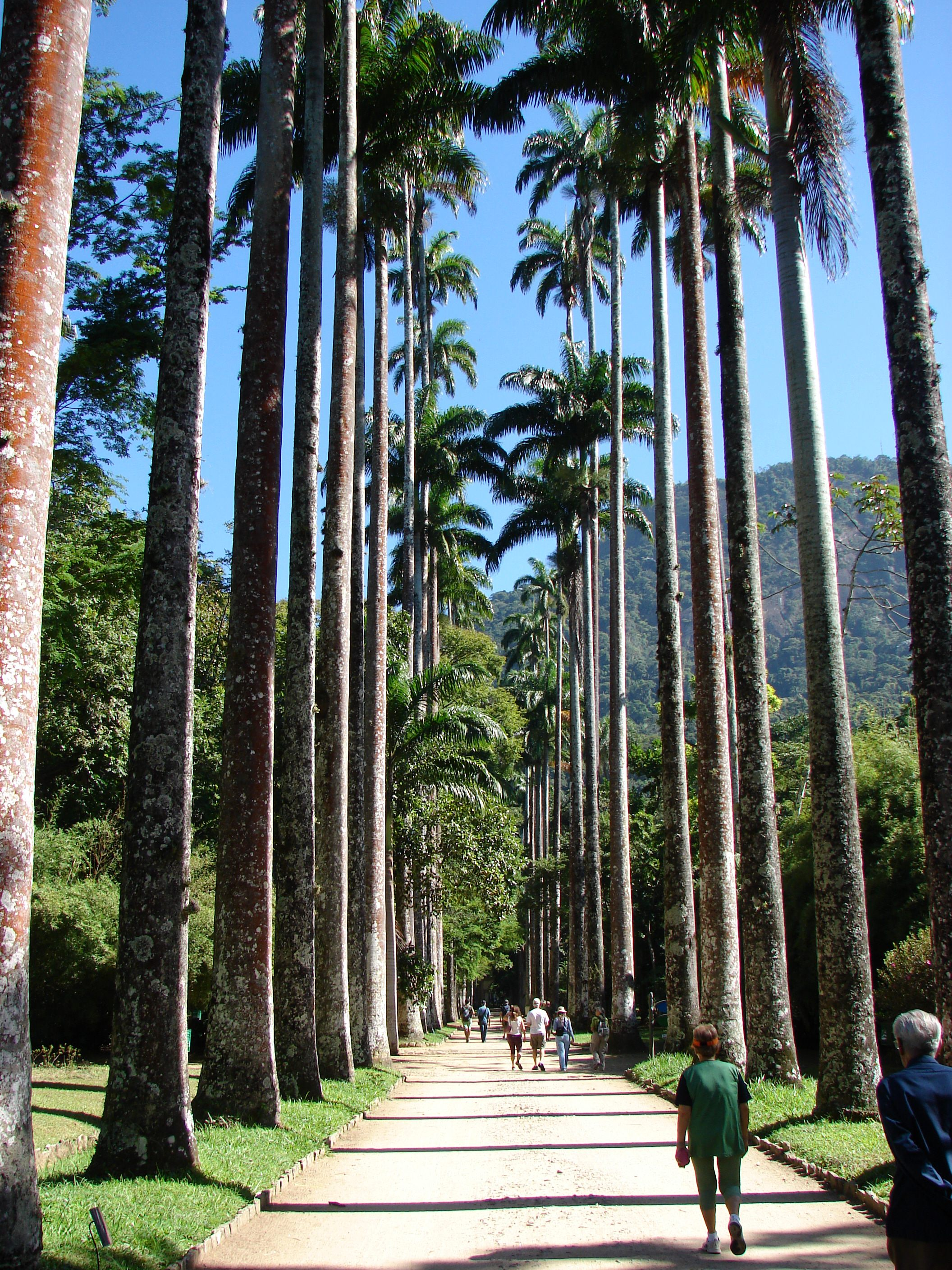
Ройстоунея карибская (Roystonea oleracea), Рио-де-Жанейро